# Шульговский сельский совет
Шульговский сельский совет (укр. Шульгівська сільська рада) — входит в состав
Петриковского района
Днепропетровской области
Украины.
Административный центр сельского совета находится в 
с. Шульговка.

## Населённые пункты совета
- с. Шульговка
- с. Плавещина
- с. Сорочино
- с. Судовка